# Ibervillea sonorae
Ibervillea sonorae är en gurkväxtart som först beskrevs av S. Wats., och fick sitt nu gällande namn av Edward Lee Greene. Ibervillea sonorae ingår i släktet Ibervillea och familjen gurkväxter. Inga underarter finns listade i Catalogue of Life.

## Bildgalleri

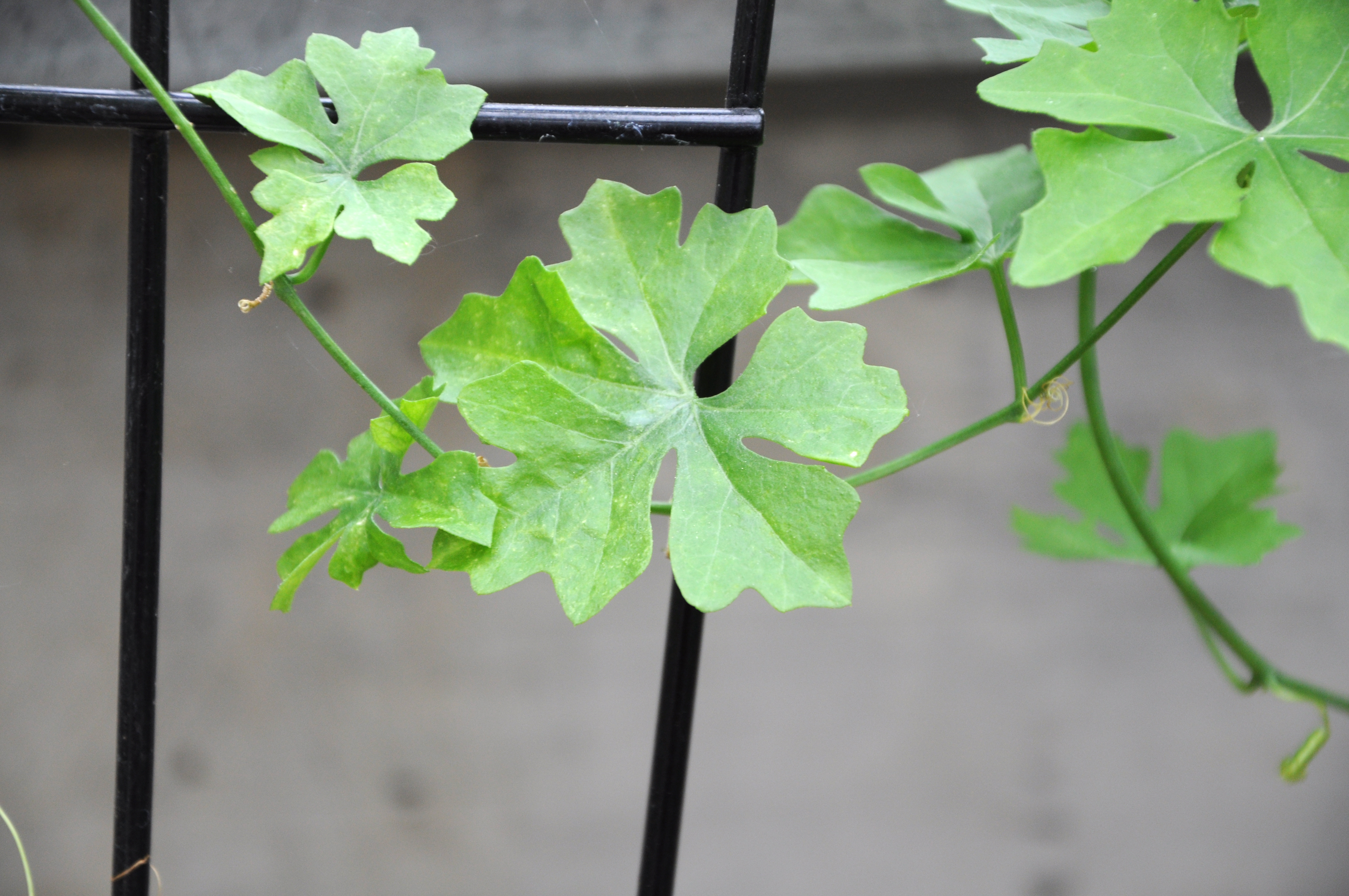
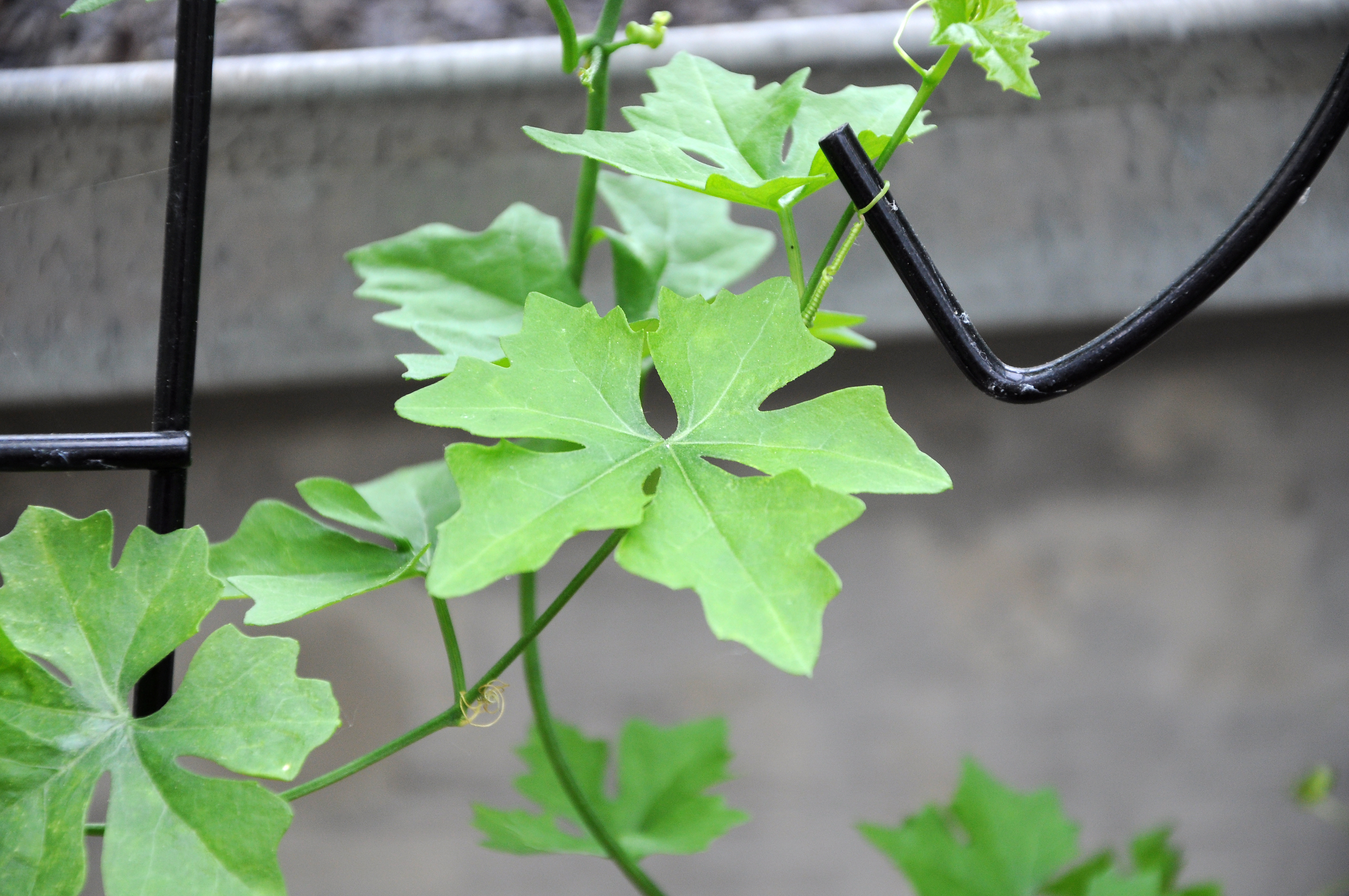
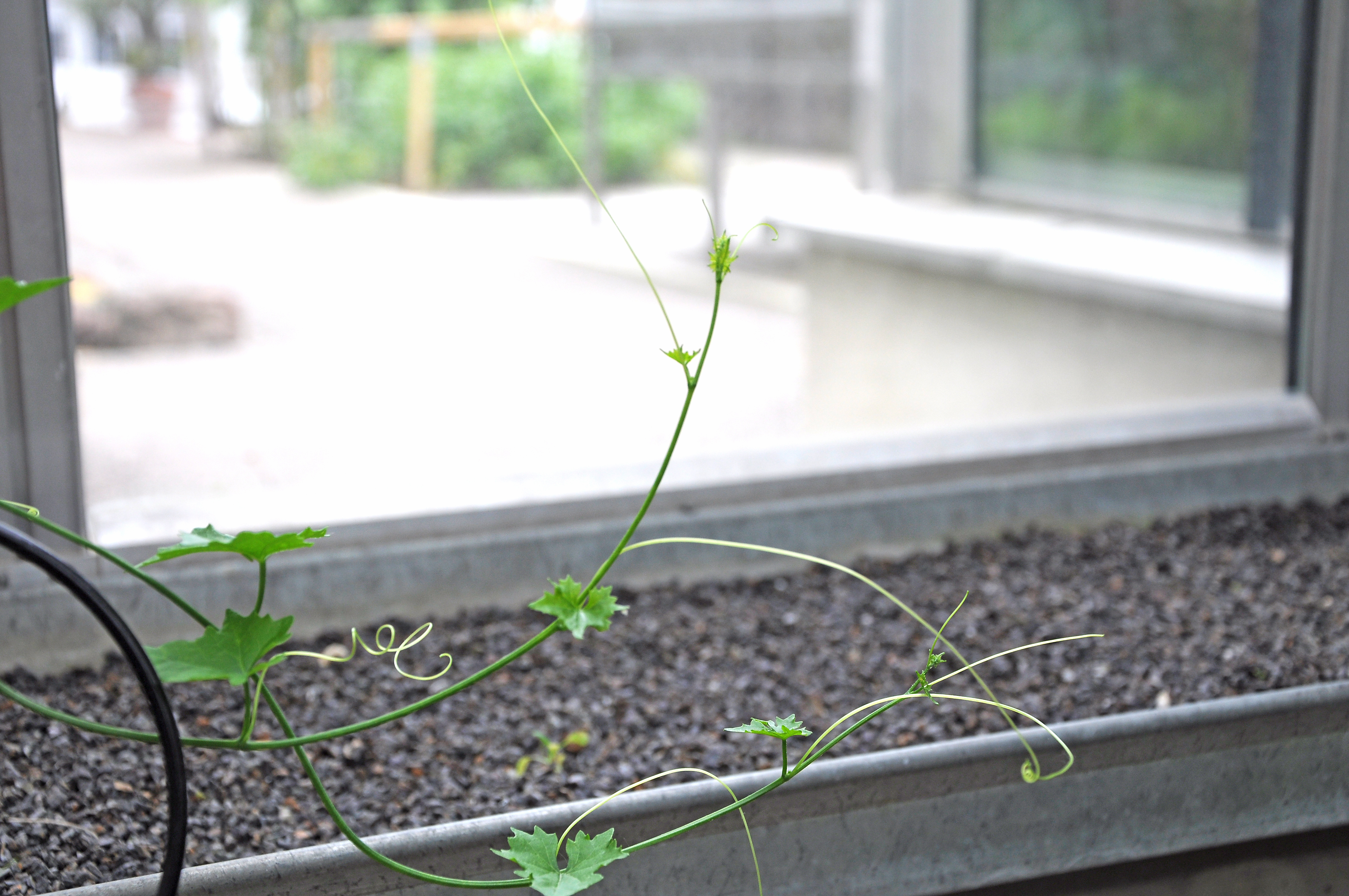